# Museum of Oriental Ceramics, Osaka

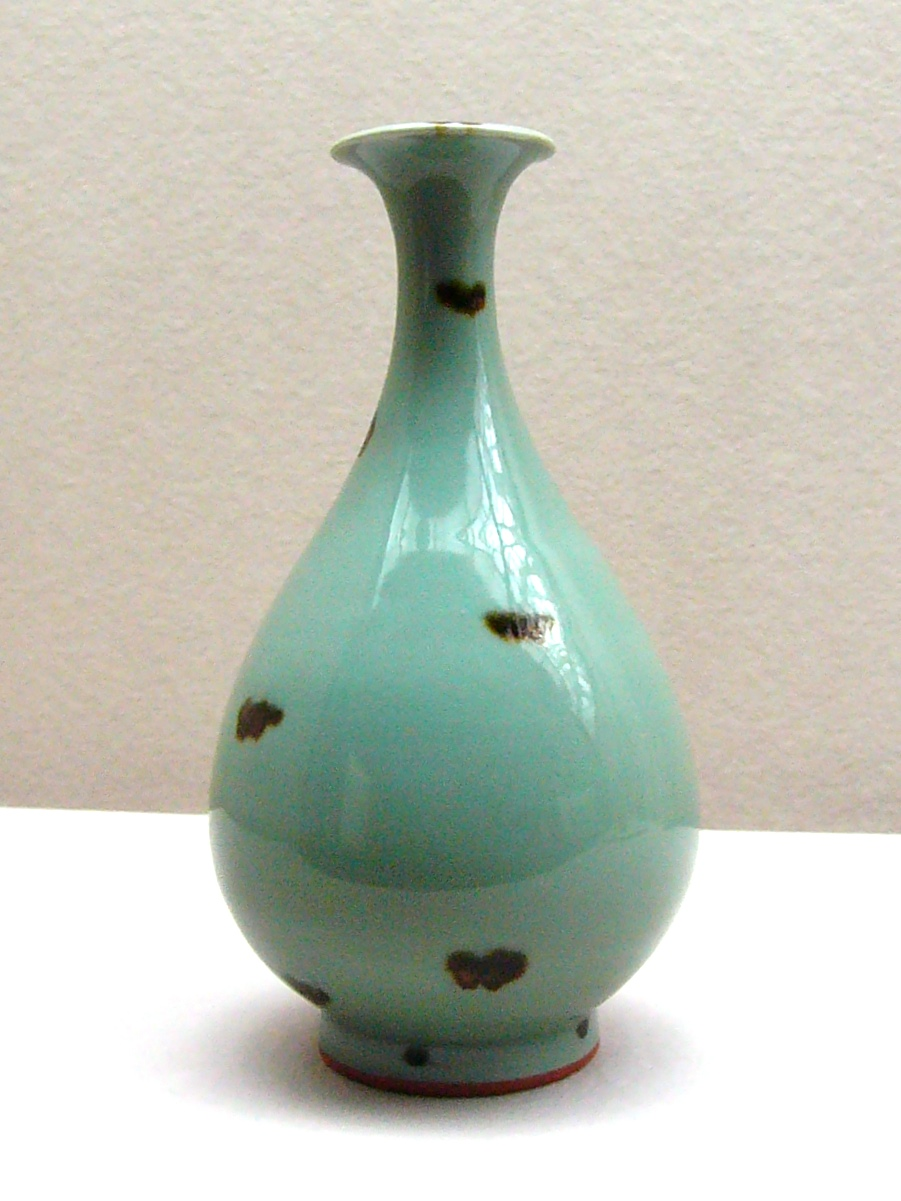
Kinesisk celadonblomvas med fläckar av brunt järn, longquankeramik, yuandynastin.

Museum of Oriental Ceramics, Osaka (japanska: 大阪市立東洋陶磁美術館, Ōsaka-shiritsu Tōyō Tōji Bijutsukan) är ett japanskt porslinsmuseum i Osaka.
Museum byggdes upp föremål, som samlades av företagaren Eiichi Ataka (1901–1994), och som donerades till staden Osaka av ett antal företag i Sumitomogruppen. I museet finns också Rhee Byung-Changs samling. Museet har omkring 4 000 föremål, varav 2 700 kinesiska, koreanska och japanska keramikföremål. År 1999 tillkom en flygel för att härbärgera ytterligare japansk keramik, samt buncheongsamlingen. 

## Bildgalleri

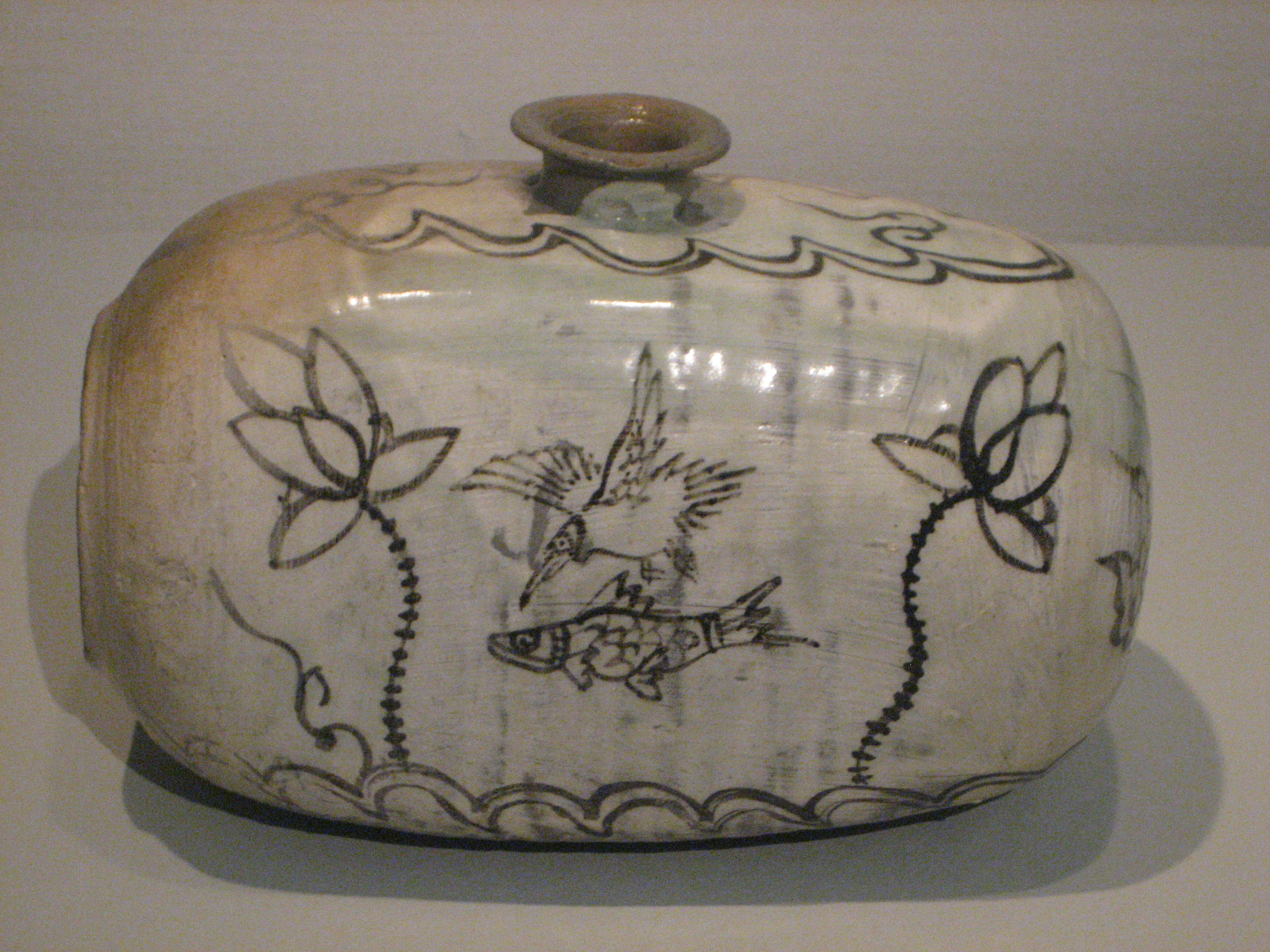
Koreansk buncheongkeramik, trumformad flaska från slutet av 1400-talet–tidiga 1500-talet, med fågel-, fisk- och lotusmotiv.
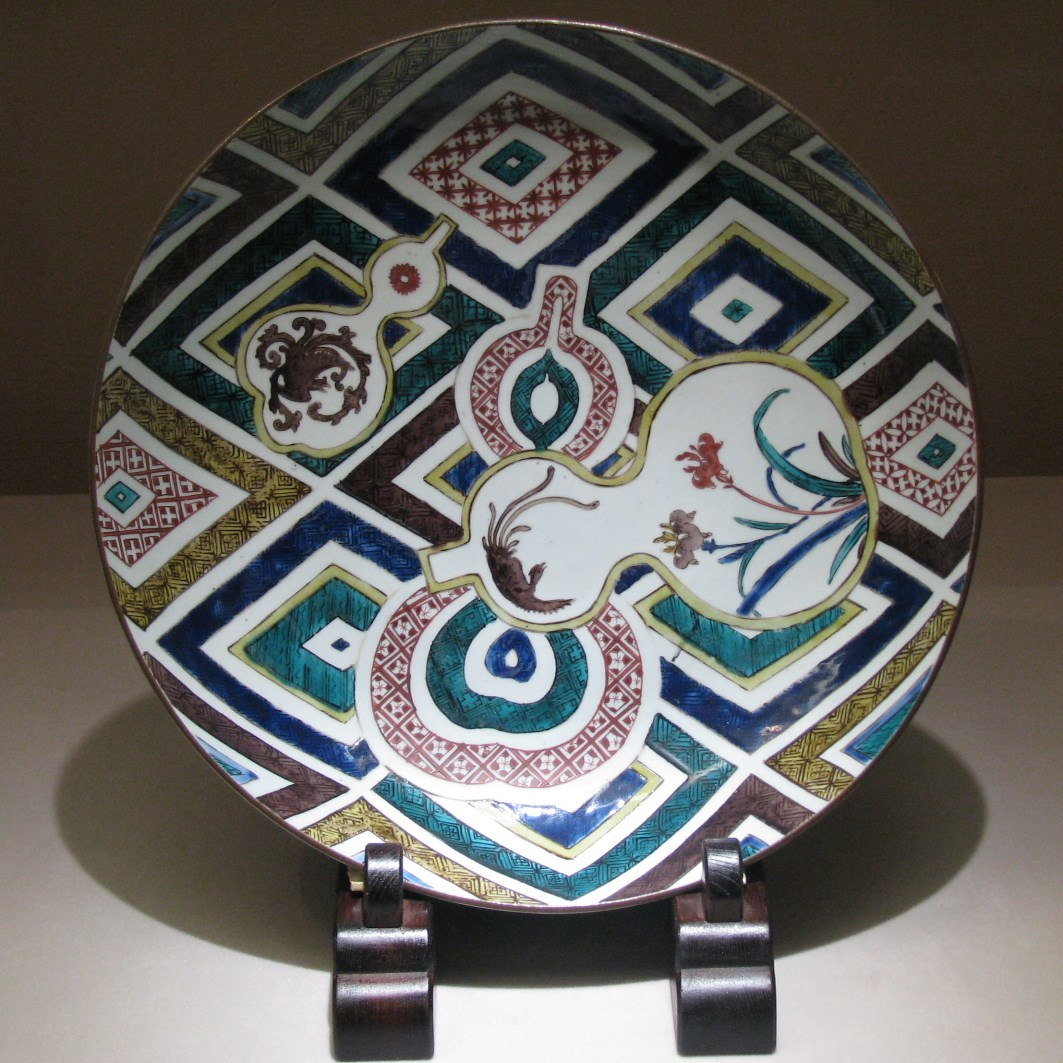
Fat i kutanistil, aritakeramik.
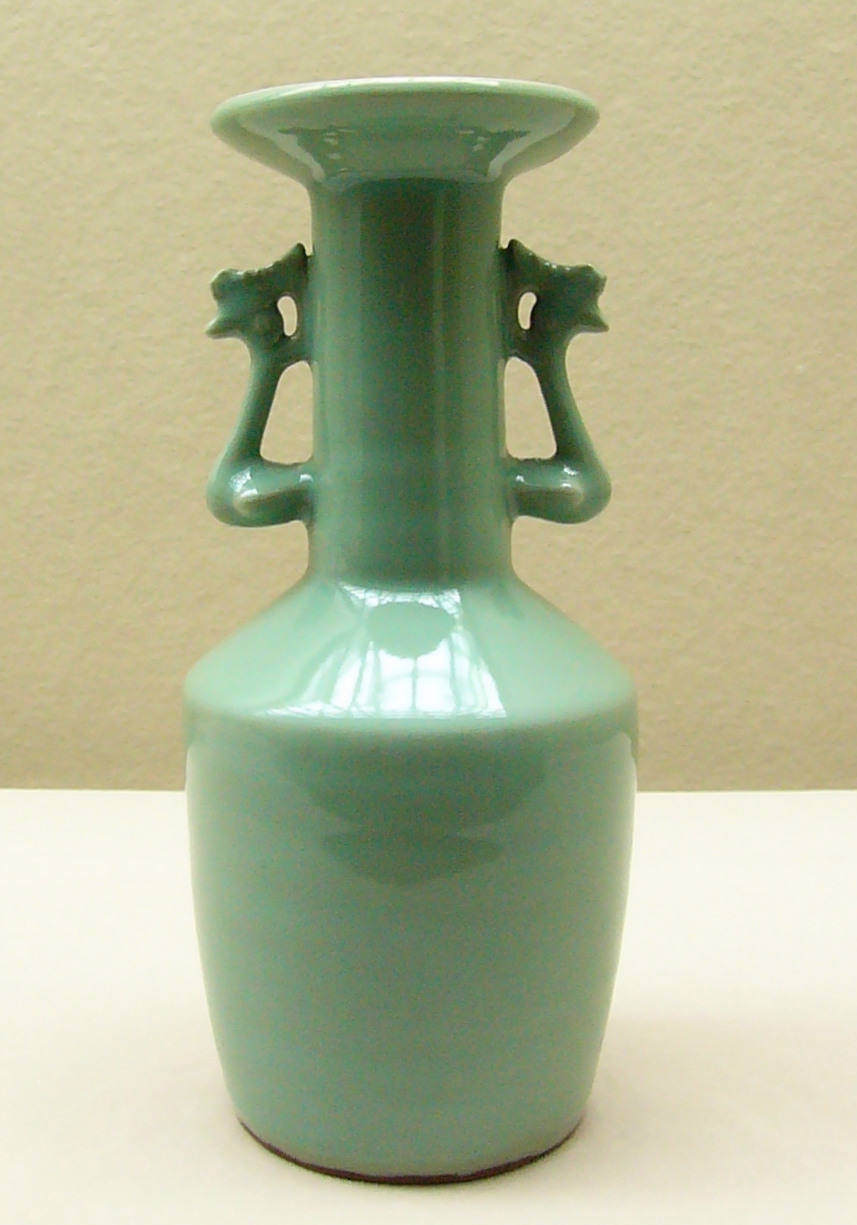
Celadonvas med Fågel Fernixhandtag från 1100-talet, Songdynastin.
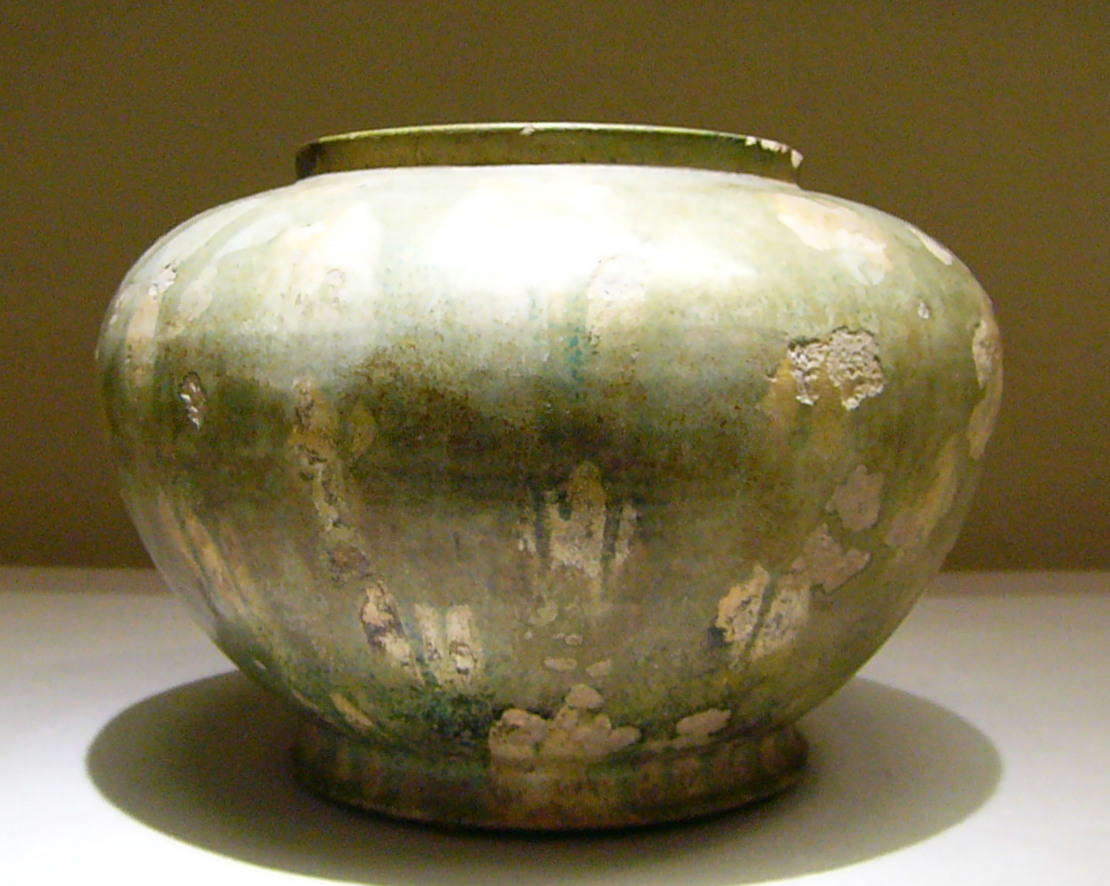
Japansk glaserat keramikkärl i tre färger från Nara, 700-talet.
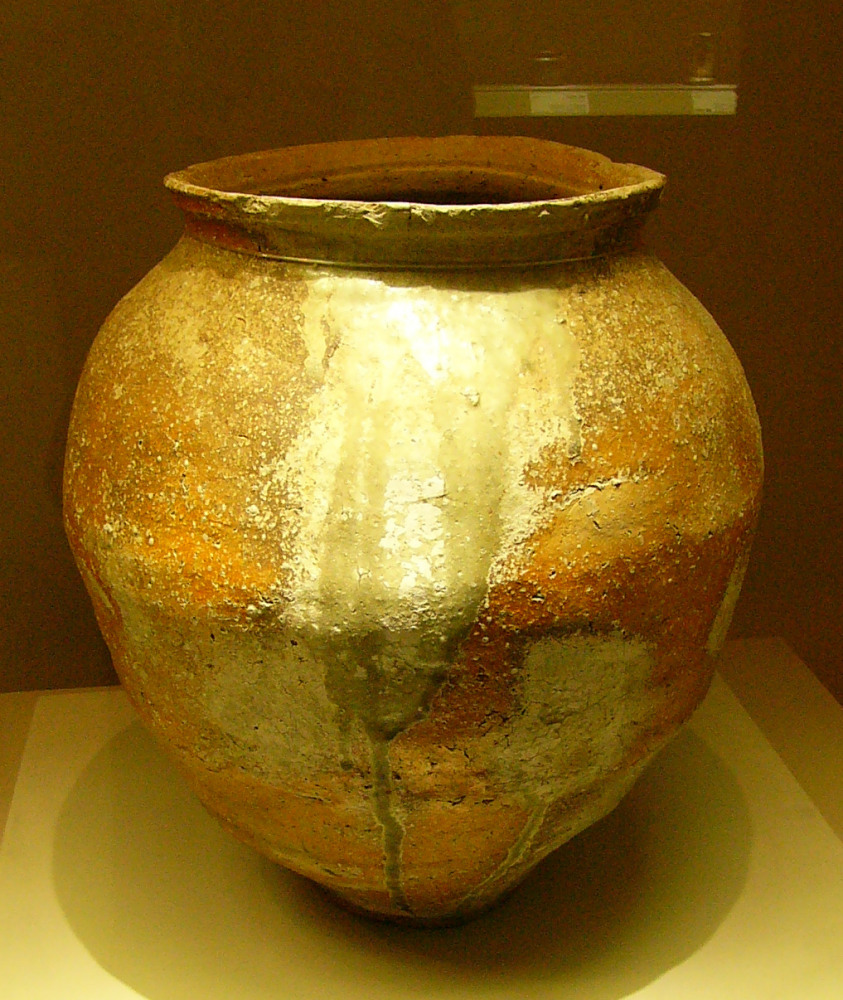
Kärl från 1500-talet (japansk shigarakeramik).
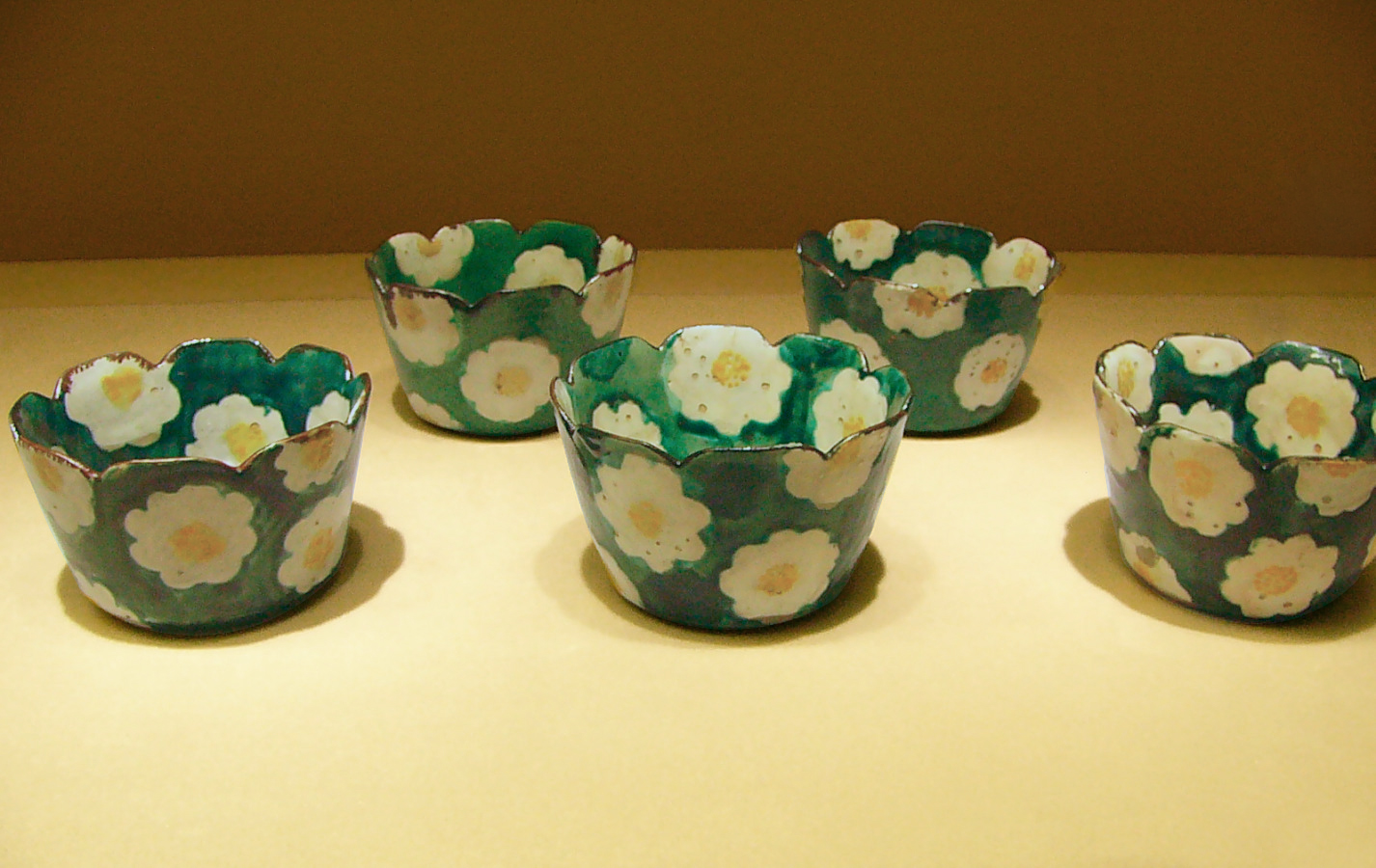
Fem små skålar av Ogata Kenzan (1663–1742).